# Фанатський рис

Фанатський рис для гурту EXO

Фанатський рис (кор. 쌀 기부, латиніз. ssal gibu) — зазвичай стоси рисових мішечків, прикрашених стрічками та фотографіями-подарунками від фанатів K-pop своїм улюбленим виконавцям. Кількість подарованого рису може варіюватися від кількох кілограмів до кількох тонн. Потім рис зазвичай жертвують благодійним організаціям за вибором ідолів.

## Історія
Перший випадок пожертвування фанатами рису був на концерті Шін Хе Сон 11 серпня 2007 року. У попередні роки фан-клуби зазвичай створювали композиції з квітів та декоративних банерів для своїх кумирів. Ця тенденція виникла наприкінці 2000-х років, коли шанувальники почали надсилати їжу своїм улюбленим артистам, і набула поширення у 2011 році. Сьогодні в Південній Кореї існують цілі підприємства, які займаються пожертвуваннями рису.

## Характеристики
Фанати K-pop купують мішки рису та дарують їх улюбленим ідолам. Рис сортують у 20-кілограмові мішки, які складають у «вежі» спеціальні компанії, що закуповують рис у місцевих фермерів і транспортують його відповідно до замовлень від фан-клубів. Шанувальники часто пишуть на мішках особисті повідомлення або прикріплюють до них фотографії. Пожертвування рису вказує на те, що шанувальники беруть на себе більшу соціальну відповідальність, окрім демонстрації поваги та підтримки своїх улюблених виконавців. Надсилання мішків з рисом також з'явилося в Японії, як частина K-pop хвилі.
Філантропія серед K-pop фанатів слугує для просування публічного іміджу як ідолів, яких вони підтримують, так і самих шанувальників. Усвідомлення фанатами своєї дещо негативної репутації спонукало їх вжити заходів, щоб залишити більш позитивне, «зріле» враження.
Проте існує елемент конкуренції як між різними фан-клубами, так і між членами, які належать до одного клубу. Були випадки, коли фанати в одному клубі змагалися за те, щоб їхній улюблений учасник гурту отримав більше подарунків або пожертвувань, що може викликати стрес в інших фанатів.

## Відомі пожертви
- У 2013 році рекорд фанатського рису, пожертвуваного для заходу знаменитостей, був встановлений фан-клубом 2PM, де фанати з різних країн пожертвували 28 тонн рису для їхнього фінального концерту «What Time Is It»[13].
- Для концерту Рейна[en] «The Best Show Tour» його корейський фан-клуб Cloud Korea разом пожертвував 3,6 тонни рису голодуючим.
- Шанувальники Юнхо з TVXQ пожертвували 36 тонн рису на честь його появи у веб-драмі Я замовляю тебе у 2015 році, 9,5 тонн з яких було передано малозабезпеченим людям похилого віку та дітям у його рідному місті Кванджу, Південна Корея[14].
- У грудні 2017 року фанати Big Bang спільно пожертвували Dreame Korea близько 168 тонн рису на честь останнього концерту гурту перед перервою[15].
- Після візиту BtoB до Камбоджі у 2013 році фанати гурту пожертвували рис у Камбоджі, а деякі навіть поїхали туди, щоб особисто роздати свої пожертви[16].